# Titanosaurus
Titanosaurus là một chi khủng long sauropoda bị nghi ngờ, được mô tả bởi Lydekker năm 1877.